# 沈氏棘花鱸
沈氏棘花鮨，又稱沈氏棘花鱸，為輻鰭魚綱鱸形目鱸亞目鮨科的其中一種，分布於西北太平洋的台灣海域，體長可達11.5公分，為底棲性魚類，屬肉食性，生活習性不明。

## 擴展閱讀
維基物種上的相關：沈氏棘花鮨